# 桜井萌
桜井 萌（さくらい もえ、1992年1月7日 - ）は、LINX所属。

## 略歴・人物
長崎県出身。
趣味・特技は食べ歩き、ゲーム。
2019年6月、SODクリエイトの「本物人妻」レーベル専属女優としてAVデビュー。
2019年9月より専属を離れ企画単体女優として活動。

## 出演作品

### アダルトDVD
2019年
- どこか儚げな顔で微笑んでいるけれど、本当は誰よりもスケベなんだろう? 桜井萌 29歳 AV DEBUT（6月6日、SODクリエイト）
- どこか儚げな顔で微笑んでいるけれど、本当は誰よりもスケベなんだろう? 桜井萌 29歳 第2章 終わらない快楽に溢れ出す潮と震える腰 体を仰け反らせず〜っと絶頂イキまくりSEX（7月11日、SODクリエイト）
- どこか儚げな顔で微笑んでいるけれど、本当は誰よりもスケベなんだろう? 桜井萌 29歳 最終章 自宅から200m先の温泉宿で家族に隠れてこっそり不倫中出し（8月8日、SODクリエイト）
- 顔出しMM号 夫婦限定! ザ・マジックミラー 知らないのは旦那だけ! 世界一近い距離で自慢の妻を寝取って生中出し! VRに夢中で周りが見えない旦那のすぐ横で迫られるスリルにびしょ濡れの人妻オマ○コがデカチン激ピストンで連続絶頂!! in池袋（9月7日、ディープス）※「なつみ」名義　他出演:みゆき、さとみ、かなこ、りおな、えりか
- 夫のいない昼下がり、僕を誘う隣家の人妻と中出し不倫性交。（9月7日、マドンナ）
- ラブホ盗撮 旦那以外の男のカラダを本気で求める人妻 4（9月10日、ブリット）他出演:5人
- 私は飯場の性処理人妻肉便器 夫の為に、今日も汗臭い男達の精液で汚される…（9月13日、オーロラプロジェクト・アネックス）
- 生姦放題のドM美人妻を肉奴隷として派遣します。（9月19日、チキチキカマー）
- 「シャワー浴びないチ○ポがいいの…」 肉欲をこじらせた清楚美人妻と旅館お籠りハメ撮り（9月25日、オーロラプロジェクト・アネックス）
- フェラチオエクスタシー おしゃぶり発情妻（9月27日、REAL）
- ザ・面接 VOL.163 人前でオナニーしてこいと言われまして ハイ、性的に飼われています（9月30日（レンタル）/11月22日（セル）、アテナ映像）他出演:沖田里緒、城山若菜、井上春香、琴音芽衣、望月あやか、松ゆきの、浅倉真凛
- ナンパ人妻プレミアム 1ランク上のエロス（10月10日、ホットエンターテイメント）※「ゆうこ」名義　他出演:さつき、まき
- DANDY×ひよこ 「『おばさんを興奮させてどうするの?』キャンプ場でヤりまくりSPECIAL 青年チ○ポを押しつけられたおばさん妻は嫌がりながらも本当はママ友に自慢したい!!」子連れママで子供にも自慢したいVer.（10月10日、DANDY）共演:児玉るみ、橋本れいか、夏目さゆり、皆月ひかる、星咲凛、有栖るる、夏日風
- ささやかな幸せの崩壊 夫の前で、美しい妻は獣達に喰われ、あふれ出るドMの本性に支配され堕ちてゆく…（10月13日、オーロラプロジェクト・アネックス）
- 満員バスで夫婦連れの奥さんのミニスカデカ尻に欲情して硬くなった僕のチ○ポ押し付けたら、旦那が横にいるドキドキスリルで発情した奥さんは思わずチ○ポを握りしめていた。その場でパンティずらして、こんな所で挿入していいいのかなー?!（10月24日、SWITCH）他出演:高樹あすか、涼城りおな
- 育児ママ限定! 産後で感度抜群なのにセックスレスな若妻を託児所ナンパ! 子供を預けている60分間 不倫セックスしちゃいました!!（10月25日、ナンパJAPAN）他出演:菅野真穂、羽田つばさ、三船かれん
- 肉棒奴隷美人姉妹 孕ませ生姦どんぶり（10月25日、AVS Collector's）共演:高樹あすか
- 麗しのキャンペーンガール AGAIN 17（10月26日、HMJM）他出演:前田いろは
- 完全盗撮 同じアパートに住む美人妻2人と仲良くなって部屋に連れ込んでめちゃくちゃセックスした件。其の36（11月1日、変態紳士倶楽部）他出演:望月あやか
- ボクの会社のおしゃぶり大好き変態OLはイってもイっても止めないジュポジュポ追撃フェラで何度も射精させてくれる 2（11月1日、変態紳士倶楽部）他出演:上川星空、愛華みれい、霜月るな、笹倉杏、羽生ありさ、東条蒼、森ほたる、望月あやか ほか
- 一人カラオケ個室オナニー盗撮 黒パンスト半脱ぎで指ズボオナニーして白濁の本気汁を垂れ流して即イキするOLを隠し撮り 3（11月1日、変態紳士倶楽部）他出演:羽生ありさ、望月あやか、愛華みれい、枢木あおい、霜月るな、日向菜々子、森ほたる、東条蒼、上川星空 ほか
- お笑い芸能プロダクションの生意気マネージャーに最底辺の芸人たちが下克上レ●プ! 笑い者肉便器にw（12月7日、山と空）
- 本物人妻10名の初公開デビュー前秘蔵映像&12名のベスト中出しセックス 合計23SEX収録 総集編2枚組8時間（12月12日、SODクリエイト）他出演:我妻澪、加藤沙季、野々宮蘭、松本麗子、吉田楓、木村ふみ、鈴木理子、原田千晶、小日向まい、林美希、優木なお、三浦歩美
- 近所に住むドM妻 唾液、淫汁絞り出しおしゃぶり調教（12月13日、AVS Collector's）
- 35歳も歳の離れた27歳社長夫人 若い躰で財産を狙う小悪魔美魔女（12月26日、ヒビノ）

2020年
- エロ美女とセックス風ツバベロ匂いフェチプレイ（1月2日、Feitish）
- おばさん! おち○ぽシゴいて下さい! 男のセンズリに欲情する熟女の性 7（1月10日、ブリット）他出演:笹倉杏、加藤ツバキ、大峰雅、野川麻希、春野あおい、優木なお、楓まひろ、天海しおり、秋園このえ、天希ユリナ、森崎りか
- ドラレコ盗撮 2 〜寝取られ・不倫・借金のカタ・腹いせ…。車内と言う密室で行われるカーセックス事情（1月17日、REAL）他出演:宮沢ちはる、桃井杏南、高瀬智香
- 人妻Resort もえ30歳、結婚5年目、子供無し（1月19日、ゴーゴーズ妻）
- 僕が入院した病院のナースは、患者全員の性奴隷だった。あまりにも不憫だから、内緒でかくまってあげたところ…（1月19日、山と空）
- 奇跡の共演 超豪華ハーレム大乱交 本物人妻同窓会 夢の贅沢すぎる180分 〜神回〜（1月23日、SODクリエイト）共演:久保今日子、永野つかさ
- 濃厚接吻 禁断の枕営業レズ 〜契約と引き換えに若妻にレズられて何度もイカされる生保レディ〜（1月23日、ヒビノ）共演:香苗レノン
- M男4人と変態ツバベロ抜きプレイ（2月8日、Feitish）
- 華金は飲み会で夫不在率高し! 週末が狙い目ひとづま軟派（2月10日、ブリット）他出演:愛瀬るか、蒼風とわ、笹倉杏
- 浮気願望 これが本当のワタシなんです… Vol.7（4月19日、有閑ミセス）※「三島慶子」名義
- 熟デリ! おばちゃんだから、たっぷりサービスしちゃうわね（4月24日、キネマ座）他出演:華月さくら、藍原愛、松尾江里子

### VR
2019年
- 美人若女将が評判の宿 一目惚れされて一晩中ず〜〜っと精子搾り取られた!!（7月8日、SODクリエイト）
- 真夏に空調が壊れた家に修理にいったら、汗ダク濡れ透け人妻に誘惑されて…。（8月26日、SODクリエイト）

### イメージDVD
- Moe Unusual day（2019年9月19日、REbecca）